# Коротыгино (деревня, Москва)
Коротыгино — деревня в Троицком административном округе Москвы (до 1 июля 2012 года в составе Подольского района Московской области). Входит в состав поселения Клёновское.

## Население
| 1859 | 1890 | 1899 | 1926 | 2002 | 2006 | 2010 |
| ---- | ---- | ---- | ---- | ---- | ---- | ---- |
| 150  | ↗151 | ↘81  | ↗122 | ↘10  | ↘5   | ↘4   |

Согласно Всероссийской переписи, в 2002 году в деревне проживало 10 человек (4 мужчин и 6 женщин). По данным на 2005 год в деревне проживало 5 человек.

## География
Деревня Коротыгино расположена в юго-восточной части Троицкого административного округа, примерно в 54 км к юго-юго-западу от центра города Москвы, на правом безымянном притоке реки Мочи бассейна Пахры.
В 700 м северо-западнее деревни проходит Варшавское шоссе, в 6 км к северо-западу — Калужское шоссе А130, в 9 км к северу — Московское малое кольцо А107, в 5 км к югу — Большое кольцо Московской железной дороги.
К деревне приписано садоводческое товарищество (СНТ). Ближайшие населённые пункты — деревни Лукошкино и Старогромово.

## История
В «Списке населённых мест» 1862 года — владельческая деревня 1-го стана Подольского уезда Московской губернии по левую сторону Московско-Варшавского шоссе, из Подольска в Малоярославец, в 21 версте от уездного города и 6 верстах от становой квартиры, при реке Молодиловке, с 22 дворами и 150 жителями (71 мужчина, 79 женщин).
По данным на 1890 год — деревня Клёновской волости Подольского уезда с 151 жителем.
В 1913 году — 19 дворов.
По материалам Всесоюзной переписи населения 1926 года — деревня Лукошкинского сельсовета Клёновской волости Подольского уезда в 1,1 км от Варшавского шоссе и 16 км от станции Столбовая Курской железной дороги, проживало 122 жителя (59 мужчин, 63 женщины), насчитывалось 22 крестьянских хозяйства.
1929—1963, 1965—2012 гг. — населённый пункт в составе Подольского района Московской области.
1963—1965 гг. — в составе Ленинского укрупнённого сельского района Московской области.
С 2012 г. — в составе города Москвы.